# Mariano Pelliza
Mariano A. Pelliza (1837-1902 ) fue un escritor, poeta e historiador argentino que ejerció interinamente el cargo de ministro de Relaciones Exteriores durante la presidencia de Miguel Juárez Celman.

## Biografía
Fue colaborador de las revistas La Semana Platense y Revista Argentina del diario roquista “La Tribuna Nacional”. En 1874 publicó una biografía, titulada Alberdi. Su vida y sus escritos. En ocasión que el presidente Juárez Celman viajó a Montevideo acompañado por el canciller Norberto Quirno Costa para participar de la reunión de clausura del importante Primer Congreso Sudamericano de Derecho Internacional Privado ejerció en forma interina el Ministerio de Relaciones Exteriores y Culto del que era subsecretario.  
Era amigo del poeta José Hernández y escribía en el diario roquista La Tribuna Nacional. También colaboraba con Ángel Justiniano Carranza en las biografías de la “Galería de celebridades argentinas”.
Otra de sus obras fue Córdoba Histórica 1573-1890, de la cual solo se conservan dos ejemplares -uno de ellos en la Biblioteca Nacional- porque el resto de la edición de 2000 ejemplares fue quemada en la revolución de 1890 que provocó la renuncia del presidente Juárez Celman, en la que narra la historia de la provincia con abundancia de biografías y datos estadísticos. También escribió El Argentino, cuya segunda edición se publicó en Buenos Aires en 1885 por Igon Hermanos Editores; como texto de lectura era entregado a las escuelas por el Consejo General de Educación de la Provincia de Buenos Aires.
Mariano Pelliza falleció en 1902.

## Publicaciones
- Alberdi. Su vida y sus escritos (1874)Portada del libro Alberdi. Su vida y sus escritos de M. A. Pelliza.
- La Organización Nacional.
- La cuestión del Estrecho de Magallanes: cuadros históricos.
- Monteagudo, su vida y sus escritos (1880).
- Historia argentina.
- La dictadura de Rosas (1894)
- Historia argentina desde su origen hasta la organización nacional
- Córdoba histórica.
- Carta a José Hernández (carta elogiosa dirigida a José Hernández el 27 de marzo de 1873 en ocasión de publicarse el libro Martín Fierro).
- El Argentino. Texto de lectura.
- Glorias Argentinas.